# Ray Jones
Raymond Barry Bankote Jones (Londres, 28 de agosto de 1988 - Londres, 25 de agosto de 2007), ou apenas Ray Jones, foi um futebolista inglês.
Revelado nas categorias de base do Colchester United, não chegou a jogar no time profissional, sendo contratado pelo QPR em 2006, antes de completar 18 anos.
Estreou pela equipe no final da temporada 2005-06, contra o Watford, marcando seu primeiro gol contra o Hull City.
Por conta de suas performances no QPR, Ray Jones foi sondado por algumas equipes da Premier League, e o técnico dos Rangers, John Gregory, pensou em liberá-lo, mas disse que o jogador foi "mal-aconselhado" por seu agente.
O Colchester United, clube onde o atacante atuava nas categorias de base, propôs 200 mil libras para contratar Jones, mas a diretoria do QPR rejeitou tal proposta. Os U's melhoraram a proposta, mas ela foi novamente recusada.

## Morte prematura
Ray Jones morreu em um acidente automobilístico em East Ham, mesmo local onde nasceu, a 25 de agosto de 2007, apenas três dias antes de completar 19 anos. Junto com ele vinham mais duas pessoas, quando o carro em que eles estavam bateu em um ônibus.
Em respeito a Jones, o QPR aposentou a camisa 31, usada por ele em sua curta carreira. As homenagens ao atacante não pararam, tendo seu ponto alto na partida contra o Southampton, em 1 de setembro de 2007, quando todos os jogadores dos Rangers vestiram camisas com o nome de Jones estampado.
A cerimônia fúnebre de Ray Jones deu-se nos Jardins da Igreja de East Ham, sendo o atacante sepultado no Cemitério City of London. Estavam presentes no velório, além da família Jones e dos amigos do atacante, todos os jogadores do QPR e o treinador John Gregory.